# Complejo Mitikah
Mítikah es un centro urbano de usos mixtos, ubicado en la alcaldía Benito Juárez de la Ciudad de México. El complejo incluye un rascacielos y un Centro Comercial. La Torre Mítikah con una altura de 267.3 m y 65 pisos, es el rascacielos más alto de la Ciudad de México. El Centro Comercial abrió el 24 de septiembre de 2022, cuenta con cinco niveles y 280 locales comerciales.
Su construcción inició en 2008, se reanudó en el 2015 y concluyó a mediados del 2021. Se construyó en la calle Real de Mayorazgo 130 en el pueblo de Xoco de la alcaldía Benito Juárez, colindando directamente con la colonia Del Valle y la zona cultural de Coyoacán. Fue diseñada por los estudios Pelli-Clarke-Pelli.

## Dimensiones
- Su altura es de 267.3[2] metros de altura y cuenta con 62 pisos.
- Su área total es de 98,288 m².

## Detalles importantes

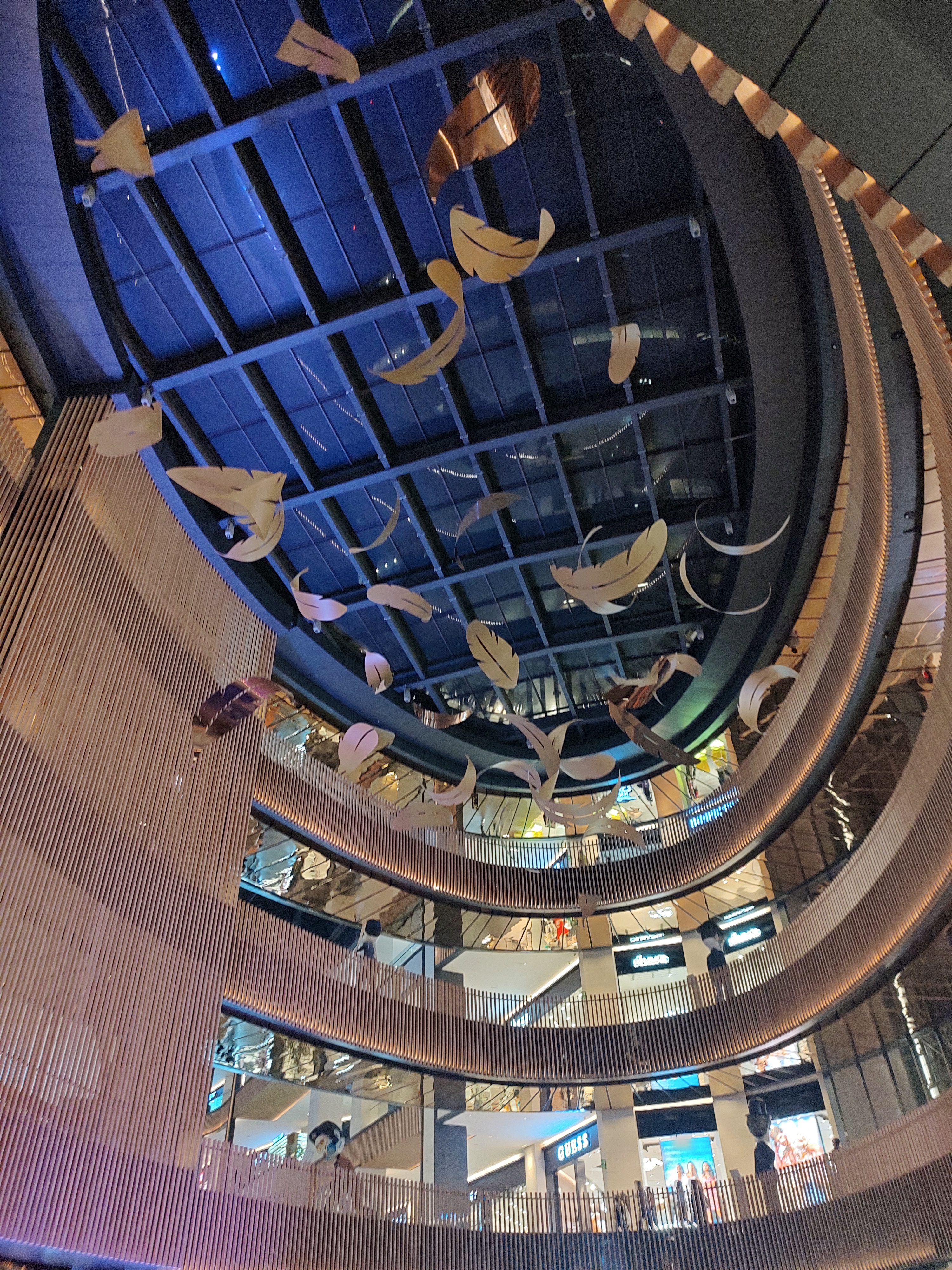
Interior del Centro comercial Mitikah.

- El diseño de la fachada de la torre está a cargo del arquitecto César Pelli.
- El diseño interior de los departamentos de la fase 0, Torre de departamentos Nomad Living, estuvo a cargo del arquitecto Roy Azar. Mientras que el diseño de departamentos de Torre Mitikah estuvo a cargo del despacho de arquitectura mexicano Springall + Lira.
- El diseño estructural corre a cargo de una alianza entre WSP Cantor Seinuk e Ideurban Tecnologías, esto fase 0. Mientras el diseño del proyecto estructural de la Torre Residencial Mitikah estuvo a cargo del despacho Mcnamara Salvia Structural Engineers y el proyecto estructural ejecutivo a cargo del despacho mexicano CMF Ingenieros, con la supervisión del despacho mexicanos CANDE Ingenieros.

La MIA fue elaborada por la empresa Sistemas Integrales de Gestión Ambiental (SIGEA), de la cual es socio fundador Alejandro Nyssen Ocaranza, quien como director general de Regulación Ambiental de la Secretaría del Medio Ambiente, durante el gobierno de Marcelo Ebrard Casaubon. Se dio aval a grupo HSBC México, S.A., institución de banca múltiple, Grupo Financiero HSBC, para llevar a cabo el proyecto.[cita requerida]
En 2015, el proyecto fue adquirido por Fibra Uno, por la suma de 185 millones de dólares.

## Edificio inteligente
- La torre cuenta con servicios específicos para uso exclusivo de sus residentes como gimnasio, spa con alberca, áreas para niños, eventos y esparcimiento.
- La seguridad estructural de la torre está calculada para exceder los requerimientos de los Reglamentos de Construcciones de la Ciudad de México y California y de esta forma proporcionar al máximo de seguridad y confort a sus ocupantes.
- La torre fue edificada por Fibra Uno.[5]

## Controversias

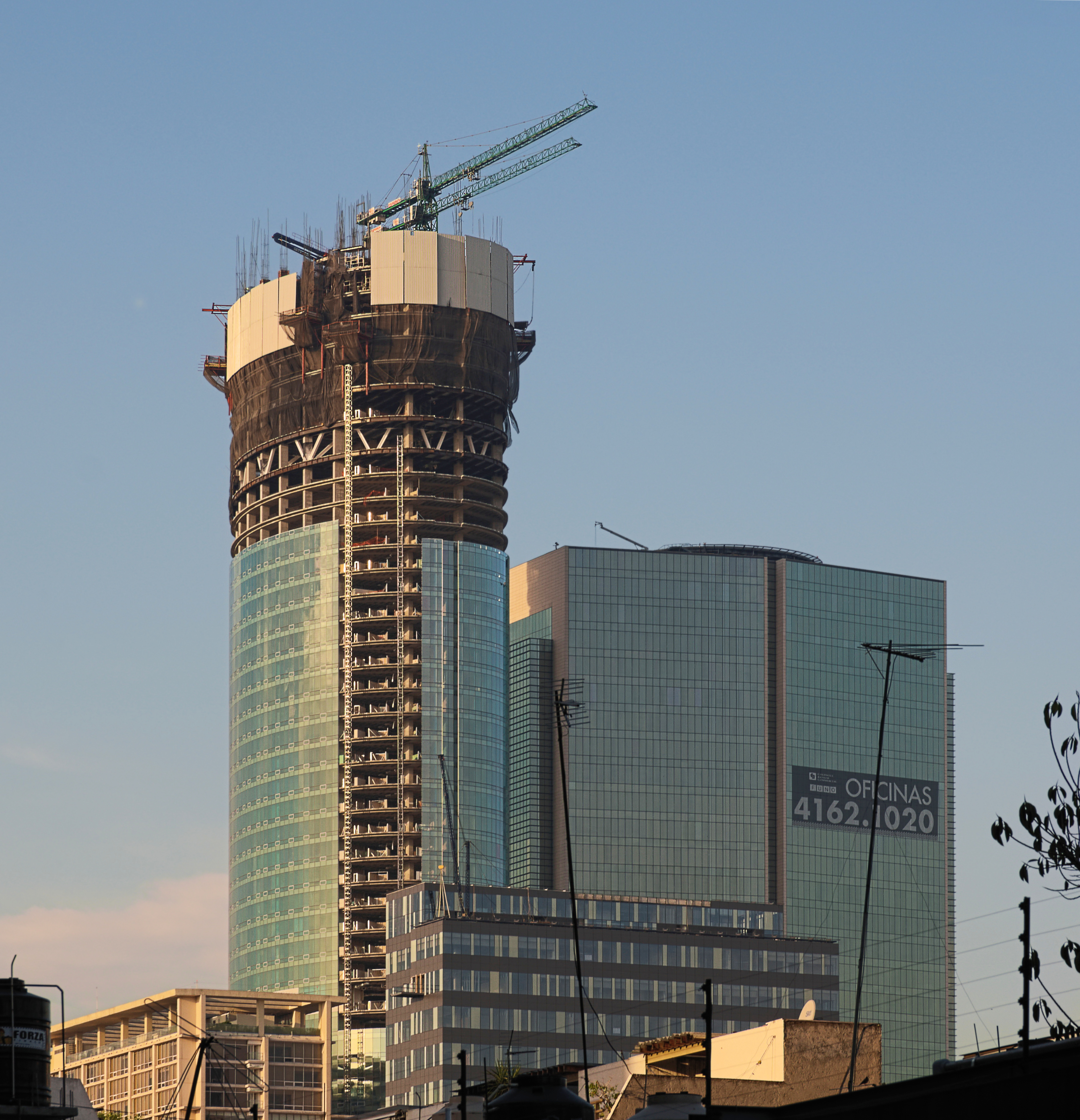
Construcción de la torre principal en marzo de 2020.

En abril de 2019, el fideicomiso Fibra Uno colocó vallas en la calle Real de Mayorazgo, evitando el paso peatonal y vehicular. Además, talaron unos 63 árboles de la calle para ampliar los carriles de la misma. Los vecinos de Xoco hicieron denuncias al gobierno de la Ciudad de México y de la Alcaldía Benito Juárez, sin recibir una respuesta en ese momento.
Vecinos del pueblo de Xoco denunciaron la tala inmoderada para realizar el Complejo Mitikah, por lo que en mayo de 2019 realizaron una manifestación, cerrando carriles de la Avenida Universidad, esquina con calle Real de Mayorazgo. Asimismo, realizaron acciones legales, demandando a la empres Fibra Uno, por la tala de árboles, ya que violaron el artículo 345 bis del Código Penal local. El gobierno de la Ciudad de México multó con 40,8 millones de pesos por la tala de los árboles. Dos años después, los vecinos se organizaron y reunieron para reforestar la zona.
En julio de 2021, Álvaro Antonio Rosales Gaddar, representante vecinal de Xoco, intentó impedir los trabajos de perforación y construcción; sin embargo, fue detenido. Los pobladores de la comunidad exigieron su liberación. Más tarde fue puesto en libertad.
El 18 de noviembre de 2021, se suspendieron provisionalmente las obras del complejo por orden de un juez, esto mientras se resolvía un amparo promovido por vecinos del barrio de Xoco.